# ゲオルゲ・ガジオン
ゲオルゲ・ガジオン（Gheorghe Gajion、1992年11月13日 - ）は、プロD2・スタッド・モントワに所属するラグビーユニオン選手。

## プロフィール
- モルドバ出身[1]。
- ポジションはプロップ(PR)。
- 身長 190cm、体重 133kg
- モルドバ代表通算キャップ数は13。
- ルーマニア代表キャップは11（2024年12月現在）でラグビーワールドカップ2023のルーマニア代表に選ばれた[2]。

## 略歴
ブラヴァ・タガンログ、ラグビー・ロヴィーゴ・デルタ、トレリッサック、オスプリーズ、オーリヤック、オヨナを経て、2022年、モン＝ド＝マルサンに加入。